# Dejan Košir
Dejan Košir (Jesenice, 30 de enero de 1973) es un deportista esloveno que compitió en snowboard, especialista en las pruebas de eslalon.
Ganó dos medallas en el Campeonato Mundial de Snowboard, oro en 2003 y plata en 2001.
Participó en dos Juegos Olímpicos de Invierno, en la disciplina de eslalon gigante paralelo, ocupando el quinto lugar en Salt Lake City 2002 y el sexto lugar en Turín 2006.

## Medallero internacional
| Campeonato Mundial | Campeonato Mundial            | Campeonato Mundial | Campeonato Mundial       |
| Año                | Lugar                         | Medalla            | Competición              |
| ------------------ | ----------------------------- | ------------------ | ------------------------ |
| 2001               | Madonna di Campiglio (Italia) | Medalla de plata   | Eslalon gigante          |
| 2003               | Kreischberg (Austria)         | Medalla de oro     | Eslalon gigante paralelo |